# 小行星5747
小行星5747（英語：5747）是一颗围绕太阳公转的小行星。1991年2月10日，罗伯特·H·麦克诺特在赛丁泉山发现了此天体。
这颗小行星的绝对星等为170.8644206315471等。